# En sommar
En sommar (engelska originalets titel: One Summer) är en brittisk dramaserie från 1983. Serien handlar om två 16-åriga killar, Billy och Icky, från brustna hem i Liverpool. De bestämmer sig för att rymma hemifrån en sommar och åka till Wales. Serien visades på Channel 4 från den 7 augusti till den 4 september 1983.
En sommar visades i SVT1 mellan den 29 juli och den 26 augusti 1986.

## Roller (urval)
- David Morrissey – Billy Rizley
- Spencer Leigh – Icky Higson
- James Hazeldine – Kidder
- Ian Hart – Rabbit
- John Shackley – Kid 1
- Matthew Grey – Terry
- Michael Lannigan – Collins
- Jane West Bakerink – Jo

### Webbkällor
- One Summer (1983) | BFI Screenonline